# 華鑰
華鑰（1494年—1538年），字德啓，號水西，直隸無錫縣（今江蘇無錫市）人。明朝政治人物。嘉靖壬午解元，癸未聯捷進士。官至兵部郎中。

## 生平
嘉靖元年（1522年）中式壬午科應天鄉試第一名舉人。嘉靖二年（1523年）聯捷癸未科会试一百五十二名，二甲第二名進士，授戶部主事，改兵部。嘉靖三年（1524年）大禮議中，參與左順門事件，被廷杖。累官至兵部職方司郎中，因得罪汪鋐去官，卒年四十五。

## 著作
工詩文書法。有《水西居士集》。

## 家族
曾祖華守方。祖華炯。父華基。母趙氏。慈侍下，弟華鍵。